# مارک هادسون (بازیکن فوتبال، زاده ۱۹۸۰)
مارک هادسون (انگلیسی: Mark Hudson؛ زادهٔ ۲۴ اکتبر ۱۹۸۰) بازیکن فوتبال اهل بریتانیا است.
از باشگاه‌هایی که در آن بازی کرده‌است می‌توان به میدلزبرو، چسترفیلد، اشینگتون، باشگاه فوتبال گریمزبی تاون، برافورد پارک آونیو، بلکپول، باشگاه فوتبال وورکساپ تاون، کارلایل یونایتد، هادرسفیلد تاون، گینزبورو ترینیتی، روترهام یونایتد، و چسترفیلد اشاره کرد.